# Kulturåret 1788

## Händelser
- 14 januari – Wolfgang Amadeus Mozart slutför arbetet med Kontradans för orkester i D-dur ('Der Donnerwetter'), K.534.
- 23 januari – Wolfgang Amadeus Mozart slutför arbetet med Kontradans för orkester i C-dur, K.535.
- 27 januari – Wolfgang Amadeus Mozart slutför arbetet med Sex tyska danser för orkester, K.536.
- 24 februari – Wolfgang Amadeus Mozart slutför arbetet med Pianokonsert nr 26 i D-dur ('Andra kröningskonserten'), K.537.
- 19 mars – Wolfgang Amadeus Mozart slutför arbetet med Adagio för piano i h-moll, K.540.
- 22 juni – Wolfgang Amadeus Mozart slutför arbetet med Trio i E-dur för piano, violin och cello, K.542.
- 26 juni – Wolfgang Amadeus Mozart slutför arbetet med Symfoni nr 39 i Ess-dur, K.543.
- 26 juni – Wolfgang Amadeus Mozart slutför arbetet med Marsch för violin, flöjt, viola, horn och cello, K.544 (försvunnet).
- 26 juni – Wolfgang Amadeus Mozart slutför arbetet med Pianosonat nr 16 i C-dur, K.545.
- 26 juni – Wolfgang Amadeus Mozart slutför arbetet med Adagio och fuga i c-moll, K.546.
- 10 juli – Wolfgang Amadeus Mozart slutför arbetet med Violinsonat nr 36 i F-dur, K.547.
- 14 juli – Wolfgang Amadeus Mozart slutför arbetet med Trio i C-dur för piano, violin och cello, K.548.
- 25 juli – Wolfgang Amadeus Mozart slutför arbetet med Symfoni nr 40 i g-moll, K.550.
- 10 augusti – Wolfgang Amadeus Mozart slutför arbetet med Symfoni nr 41 i C-dur ('Jupiter') (K.551) vilket blev hans sista symfoni.
- 27 september – Wolfgang Amadeus Mozart slutför arbetet med Divertimento i Ess-dur, K.563.
- 27 oktober – Wolfgang Amadeus Mozart slutför arbetet med Trio i G-dur för piano, violin och cello, K.564.
- 30 oktober – Wolfgang Amadeus Mozart slutför arbetet med Två kontradanser i B- och D-dur för orkester, K.565.
- 6 december – Wolfgang Amadeus Mozart slutför arbetet med Sex tyska danser för orkester, K.567.
- 24 december – Wolfgang Amadeus Mozart slutför arbetet med Tolv menuetter för orkester, K.568.
- okänt datum – Caroline Müller, Franziska Stading och Lovisa Augusti invalda i Musikaliska Akademien.
- okänt datum – Dramaten grundas i Stora Bollhuset i Stockholm.

## Nya verk
- Yttersta domen av Bengt Lidner

## Födda
- 12 januari – Johanna Margareta Ankarcrona (död 1824), svensk målare.
- 22 januari – Lord Byron (död 1824), brittisk författare.
- 31 januari – Felice Romani (död 1865), italiensk poet.
- 24 februari – Johan Christian Dahl (död 1857), norsk konstnär.
- 10 mars – Joseph von Eichendorff (död 1857), tysk poet och romanförfattare.
- 2 april – Francisco Balagtas (död 1862), filippinsk poet.
- 5 april – Franz Pforr (död 1812), tysk målare.
- 16 december – Vilhelm Fredrik Palmblad (död 1852), svensk historiker och författare.
- 19 december – Johan Fredrik von Breda (död 1835), svensk porträttmålare.
- okänt datum – Brita Catharina Lidbeck (död 1864) svensk konsertsångare

## Avlidna
- 29 mars – Charles Wesley (född 1708), engelsk pastor och psalmförfattare.
- 17 maj – Dorothea Biehl (född 1731), dansk författare och översättare.
- 14 december – Carl Philipp Emanuel Bach (född 1714), tysk tonsättare, musikpedagog och klaverspelare.
- okänt datum – Daniel Rudberg (född 1727), svensk läkare och poet.
- okänt datum – Giulio Variboba (född 1722), arbereshisk (Italien-albansk) poet.